# リック・アダムス
リック・アダムス(Rick Adams)は、オーストラリアの俳優。身長180.34cm。「ウルトラマングレート」のロイド・ワイルダー副隊長役で知られる。

## 出演作品

### 映画
- Weekend with Kate(1990) - テッド役
- The Beast(1996) - リポーター1役

### テレビ映画
- Hector's Bunyip(1987) - 新聞屋役

### ビデオ
- ウルトラマンG(1990) - ロイド・ワイルダー副隊長役